# La señal que se espera
La señal que se espera es una obra de teatro en tres actos de Antonio Buero Vallejo, estrenada en el Teatro Infanta Isabel de Madrid el 21 de mayo de 1952.

## Argumento
En la Galicia rural, el matrimonio formado por Enrique y Susana recibe la visita de Luis, un compositor, exnovio de ella, desorientado porque no alcanza a concretar la melodía que ronda en su cabeza. Pone, entonces, su atención en una leyenda local, según la cual, en una gruta del lugar, podrá recibir la señal ansiada mediante el empleo de un arpa eólica. Susana, contrariada por la situación de contemplar la confrontación de sus dos hombres, decide escapar. Suena entonces la melodía mágica esperada. Finalmente, se descubre que fue Susana la que entonó la señal. El matrimonio retorna a su normalidad a la espera del hijo que llegará y Luis acepta el rechazo final.

## Estreno
- Intérpretes: Antonio Vico, Carmen Carbonell, Antonio Ceballos, José Vivó, José Alburquerque, María Luisa Arias.